# Tony Arbolino

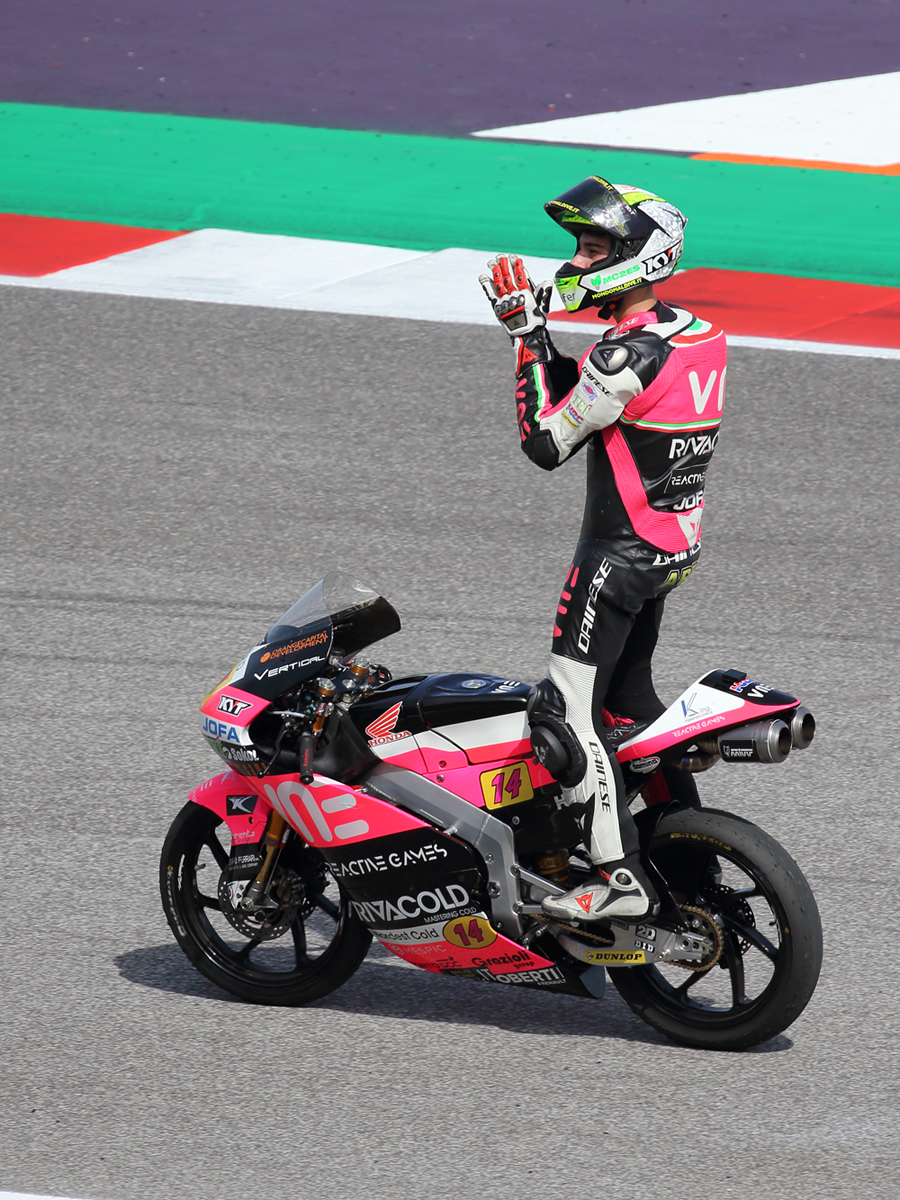
Tony Arbolino nach seinem dritten Platz beim Großen Preis von San Marino 2019

Tony Arbolino (* 3. August 2000 in Garbagnate Milanese) ist ein italienischer Motorradrennfahrer.

## Karriere
Arbolinos internationale Karriere begann 2014 im Alter von 14 Jahren in der CEV Moto3 Junior World Championship. Er fuhr auf einer KTM für SIC58 Squadra Corse, das Paolo Simoncelli, dem Vater des verstorbenen Marco Simoncelli angehört, im Saisonfinale auf dem Circuit Ricardo Tormo. Während er am Samstagrennen stürzte, verpasste er am Sonntag als 16. knapp die Punkte.
2015 bestritten Arbolino und SIC58 Squadro Corse nun die komplette Saison. Arbolino fuhr 42 Punkte ein und schloss die Saison als Zwölfter ab. Er unterlag allerdings seinem Teamkollegen Stefano Valtulini, der fast doppelt so viele Punkte wie Arbolino einfuhr.
2016, nach dem Wechsel von KTM zu Honda fuhr Arbolino beim Sonntagsrennen auf dem Circuit de Barcelona-Catalunya als Zweiter erstmals in dieser Klasse aufs Podest. Im weiteren Saisonverlauf gewann Arbolino den Sonntagslauf auf dem Circuito de Jerez. Der Mailänder verbesserte sich am Saisonende auf den neunten Gesamtrang und besiegte seinen Teamkollegen Yari Montella deutlich.

### Motorrad-Weltmeisterschaft

#### Moto3-Klasse
2017
2017 stieg Arbolino in die Motorrad-Weltmeisterschaft ein und fuhr weiterhin für SIC58 Squadra Corse auf Honda in der Moto3-Klasse. Sein erster Teamkollege in der Weltmeisterschaft war der Japaner Tatsuki Suzuki. Beim Saisonauftakt, dem Großen Preis von Katar, wurde Arbolino 24. und fuhr beim nächsten Rennen, dem Großen Preis von Argentinien, als 14. seine ersten Punkte ein, welche allerdings seine einzigen bleiben sollten, obwohl er von den übrigen 16 Rennen 13 beenden konnte.
Beim Großen Preis von Deutschland auf dem Sachsenring fuhr Arbolino auf den fünften Startplatz und lieferte sich nach einem Sturz des Führenden Arón Canet zu Beginn des letzten Renndrittels mit seinen Honda-Markenkollegen Joan Mir und Romano Fenati sowie dem KTM-Piloten Marcos Ramírez einen Vierkampf um den Sieg. Vier Runden später allerdings stürzte Arbolino selbst. Mit nur zwei Punkten konnte der Mailänder die Erwartungen nicht erfüllen, wurde von Simoncelli im September entlassen und durch den Routinier Niccolò Antonelli ersetzt. Suzuki hingegen hatte die Saison als 14. mit 71 Punkten abgeschlossen.
2018
Für 2018 sah es für Arbolino zunächst nicht so aus, als würde ein Cockpit bekommen. Jedoch hatte das Marinelli Snipers Team nach dem Moto2-Aufstieg ihrer letztjährigen Fahrer Romano Fenati und Jules Danilo Schwierigkeiten, einen neuen Moto3-Fahrer zu verpflichten. Schlussendlich fiel die Auswahl im Oktober 2017 auf Arbolino, der in diesem Jahr auch der einzige Fahrer des Teams war.
Beim Großen Preis von Argentinien fuhr Arbolino erstmals auf die Pole-Position und wurde im Rennen Zehnter, was seine erste Punkteplatzierung seit einem Jahr darstellte. Er konnte in diesem Jahr auch mehrfach in die Punkte fahren, wovon seine beste Platzierung der sechste Platz beim Großen Preis von Japan war.
Dennoch stürzte Arbolino auch in dieser Saison mehrfach an aussichtsreicher Position, sowohl un- als auch selbstverschuldet. Beim Großen Preis von Spanien lieferte sich Arbolino mit seinen Markenkollegen Arón Canet, Jorge Martín und Enea Bastianini sowie dem deutschen KTM-Piloten Philipp Öttl einen Fünfkampf um den Sieg. In der viertletzten Runde allerdings kollidierten Canet und Martín hinter dem Führenden und späterem Sieger Öttl, worauf auch die beiden Italiener nicht mehr ausweichen konnten und ebenfalls stürzten. Beim Saisonfinale, dem Großen Preis von Valencia, fuhr Arbolino seine zweite Pole ein, fuhr die schnellste Rennrunde und dominierte die erste Rennhälfte, stürzte jedoch in der zwölften Runde, als er mehr als fünf Sekunden Vorsprung auf den Zweitplatzierten und späteren Sieger Can Öncü hatte.
Mit 57 Punkte schloss Arbolino die Saison somit lediglich als 18. ab, was allerdings gegenüber dem Vorjahr eine deutliche Verbesserung darstellte. Es war damit auch ausreichend, 2019 im Team zu verbleiben.
2019
2019 bekam Arbolino mit Romano Fenati, der nach einem kontroversen Moto2-Jahr wieder in die kleinste Klasse zurückgekehrt war, wieder einen Teamkollegen.
Beim Großen Preis von Argentinien, in denen er in den letzten beiden Jahren jeweils seine bis dahin beste Platzierung bzw. seine ersten beiden Punkteplatzierungen eingefahren hatte, fuhr Arbolino als Dritter hinter dem KTM-Fahrern Jaume Masiá und Darryn Binder erstmals aufs Podest. Vier Rennen später fuhr Arbolino in seinem 42. Rennen bei seinem Heimrennen, dem Großen Preis von Italien in Mugello, seinen ersten Sieg ein. Zwei Rennen später gewann der Mailänder die Dutch TT und war somit sogar der erste Fahrer, der in diesem Jahr zwei Rennen gewonnen hatte, nach dem in den ersten sieben Rennen sieben verschiedene Fahrer gewonnen hatten. Arbolino sah damit wie ein sicherer Titelfavorit aus, schaffte es jedoch im weiteren Saisonverlauf nicht mehr, auf diesem Level zu bleiben, obgleich er vier Podestplätze in Folge einfahren konnte, darunter ein zweiter Platz beim Großen Preis von Österreich, der Teil eines Snipers-Doppelsieges war, da das Rennen von Fenati gewonnen wurde.
Schlussendlich wurde Arbolino Gesamtvierter, was erneut eine deutliche Steigerung gegenüber dem Vorjahr war. Fenati konnte er teamintern mit 175 zu 76 Punkten deutlich bezwingen.
2020
Auch 2020 fährt Arbolino, der bereits Angebote in der Moto2 bekommen hatte, in der Moto3 für Snipers und erhält mit dem Tschechen Filip Salač einen neuen Teamkollegen.
Schlussendlich wurde Arbolino Vizeweltmeister hinter Albert Arenas.

#### Moto2-Klasse
2021
Im Rahmen des Großen Preis von Katalonien wurde bestätigt, dass Arbolino 2021 in die Moto2-Klasse aufsteigen und für das deutsche Liqui Moly IntactGP-Team antreten wird. Sein Teamkollege ist Marcel Schrötter.

## Statistik

### Erfolge
- 9 Grand-Prix-Siege

### In der Motorrad-Weltmeisterschaft
(Stand: Großer Preis von Österreich, 17. August 2025)
| Saison | Klasse | Team                        | Motorrad   | Rennen | Siege | Zweiter | Dritter | Poles | Schn. Runden | Punkte | Ergebnis |
| ------ | ------ | --------------------------- | ---------- | ------ | ----- | ------- | ------- | ----- | ------------ | ------ | -------- |
| 2017   | Moto3  | SIC58 Squadra Corse         | Honda      | 18     | –     | –       | –       | –     | –            | 2      | 34.      |
| 2018   | Moto3  | Marinelli Snipers Team      | Honda      | 18     | –     | –       | –       | 2     | 1            | 57     | 18.      |
| 2019   | Moto3  | VNE Snipers                 | Honda      | 19     | 2     | 2       | 3       | 3     | –            | 175    | 4.       |
| 2020   | Moto3  | Rivacold Snipers Team       | Honda      | 14     | 1     | 3       | 1       | 1     | –            | 170    | 2.       |
| 2021   | Moto2  | Liqui Moly Intact GP        | Kalex      | 18     | –     | –       | –       | –     | –            | 51     | 14.      |
| 2022   | Moto2  | Elf Marc VDS Racing Team    | Kalex      | 20     | 3     | –       | 2       | –     | 2            | 191,5  | 4.       |
| 2023   | Moto2  | Elf Marc VDS Racing Team    | Kalex      | 20     | 3     | 4       | 1       | –     | 1            | 249,5  | 2.       |
| 2024   | Moto2  | Elf Marc VDS Racing Team    | Kalex      | 20     | –     | 1       | 2       | 1     | 1            | 149    | 10.      |
| 2025   | Moto2  | Blu Cru Pramac Yamaha Moto2 | Boscoscuro | 13     | –     | 1       | –       | –     | –            | 45     | 16.      |
| Gesamt | Gesamt | Gesamt                      | Gesamt     | 160    | 9     | 11      | 9       | 7     | 5            | 1090   |          |

Grand-Prix-Siege
| Saison | Klasse | Rennen                            |
| ------ | ------ | --------------------------------- |
| 2019   | Moto3  | Italien Niederlande               |
| 2020   | Moto3  | Valencia                          |
| 2022   | Moto2  | USA-Texas Thailand Malaysia       |
| 2023   | Moto2  | Argentinien Frankreich Australien |

Einzelergebnisse
| Saison | 1        | 2           | 3           | 4          | 5          | 6          | 7                      | 8              | 9           | 10                     | 11          | 12                     | 13         | 14             | 15                           | 16             | 17         | 18             | 19         | 20       | 21       | 22       |
| ------ | -------- | ----------- | ----------- | ---------- | ---------- | ---------- | ---------------------- | -------------- | ----------- | ---------------------- | ----------- | ---------------------- | ---------- | -------------- | ---------------------------- | -------------- | ---------- | -------------- | ---------- | -------- | -------- | -------- |
| 2017   | Katar    | Argentinien | USA-Texas   | Spanien    | Frankreich | Italien    | Katalonien             | Niederlande    | Deutschland | Tschechien             | Osterreich  | Vereinigtes Konigreich | San Marino | Aragonien      | Japan                        | Australien     | Malaysia   | \|\| \|\| \|\| |            |          |          |          |
| 2017   | 24       | 14          | 20          | 23         | 22         | 21         | 24                     | DNF            | DNF         | 16                     | 17          | 25                     | DNF        | 26             | 23                           | 18             | 22         | 25             |            |          |          |          |
| 2018   | Katar    | Argentinien | USA-Texas   | Spanien    | Frankreich | Italien    | Katalonien             | Niederlande    | Deutschland | Tschechien             | Osterreich  | Vereinigtes Konigreich | San Marino | Aragonien      | Thailand                     | Japan          | Australien | Malaysia       | \|\| \|\|  |          |          |          |
| 2018   | 17       | 10          | 20          | DNF        | 7          | 7          | DNF                    | 17             | 17          | 15                     | 9           | C                      | 11         | 16             | 14                           | 6              | DNF        | 8              | DNF        |          |          |          |
| 2019   | Katar    | Argentinien | USA-Texas   | Spanien    | Frankreich | Italien    | Katalonien             | Niederlande    | Deutschland | Tschechien             | Osterreich  | Vereinigtes Konigreich | San Marino | Aragonien      | Thailand                     | Japan          | Australien | Malaysia       | \|\| \|\|  |          |          |          |
| 2019   | 16       | 3           | 6           | 17         | DNF        | 1          | DNF                    | 1              | 15          | 3                      | 2           | 2                      | 3          | 10             | 10                           | DNF            | 9          | 9              | DNF        |          |          |          |
| 2020   | Katar    | Spanien     | Andalusien  | Tschechien | Osterreich | Steiermark | San Marino             | Emilia-Romagna | Katalonien  | Frankreich             | Aragonien   |                        | Europa     | Valencia       | \|\| \|\| \|\| \|\| \|\|\|\| |                |            |                |            |          |          |          |
| 2020   | 15       | 3           | 10          | 8          | 7          | 2          | 6                      | 11             | 2           | 2                      |             | 10                     | 4          | 1              | 5                            |                |            |                |            |          |          |          |
| 2021   | Katar    | Katar       | Portugal    | Spanien    | Frankreich | Italien    | Katalonien             | Deutschland    | Niederlande | Steiermark             | Osterreich  | Vereinigtes Konigreich | Aragonien  | San Marino     | USA-Texas                    | Emilia-Romagna | Portugal   | \|\| \|\| \|\| |            |          |          |          |
| 2021   | 16       | 11          | 16          | 21         | 4          | 7          | 13                     | 16             | DNF         | 17                     | 13          | 18                     | 9          | 15             | 6                            | DNF            | 20         | 23             |            |          |          |          |
| 2022   | Katar    | Indonesien  | Argentinien | USA-Texas  | Portugal   | Spanien    | Frankreich             | Italien        | Katalonien  | Deutschland            | Niederlande | Vereinigtes Konigreich | Osterreich | San Marino     | Aragonien                    | Japan          | Thailand   | Australien     | Malaysia   | \|\|     |          |          |
| 2022   | 5        | 8           | 6           | 1          | DNF        | 3          | DNF                    | 4              | 10          | 10                     | 7           | 12                     | DNF        | 7              | 5                            | 6              | 1          | DNF            | 1          | 3        |          |          |
| 2023   | Portugal | Argentinien | USA-Texas   | Spanien    | Frankreich | Italien    | Deutschland            | Niederlande    | Kasachstan  | Vereinigtes Konigreich | Osterreich  | Katalonien             | San Marino | Indien         | Japan                        | Indonesien     | Australien | Thailand       | Malaysia   | Katar    | Valencia |          |
| 2023   | 3        | 1           | 2           | 4          | 1          | 2          | 2                      | 7              | C           | 10                     | 6           | 17                     | 4          | 2              | 11                           | 6              | 1          | 4              | 10         | 10       | 16       |          |
| 2024   | Katar    | Portugal    | USA-Texas   | Spanien    | Frankreich | Katalonien | Italien                | Niederlande    | Deutschland | Vereinigtes Konigreich | Osterreich  | Aragonien              | San Marino | Emilia-Romagna | Indonesien                   | Japan          | Australien | Thailand       | Malaysia   | \|\|     |          |          |
| 2024   | 20       | 12          | 11          | 7          | 8          | 9          | 16                     | 6              | 9           | DNF                    | 5           | 2                      | 3          | 3              | 7                            | 11             | 8          | DNF            | 5          | 13       |          |          |
| 2025   | Thailand | Argentinien | USA-Texas   | Katar      | Spanien    | Frankreich | Vereinigtes Konigreich | Aragonien      | Italien     | Niederlande            | Deutschland | Tschechien             | Osterreich | Ungarn         | Katalonien                   | San Marino     | Japan      | Indonesien     | Australien | Malaysia | Portugal | Valencia |
| 2025   | 13       | 11          | 2           | 20         | 15         | DNF        | 14                     | 17             | 18          | 13                     | DNF         | 19                     | 5          |                |                              |                |            |                |            |          |          |          |

| Legende  | Legende            | Legende                                                          |
| Farbe    | Abkürzung          | Bedeutung                                                        |
| -------- | ------------------ | ---------------------------------------------------------------- |
| Gold     | –                  | Sieg                                                             |
| Silber   | –                  | 2. Platz                                                         |
| Bronze   | –                  | 3. Platz                                                         |
| Grün     | –                  | Platzierung in den Punkten                                       |
| Blau     | –                  | Klassifiziert außerhalb der Punkteränge                          |
| Violett  | DNF                | Rennen nicht beendet (did not finish)                            |
| Violett  | NC                 | nicht klassifiziert (not classified)                             |
| Rot      | DNQ                | nicht qualifiziert (did not qualify)                             |
| Rot      | DNPQ               | in Vorqualifikation gescheitert (did not pre-qualify)            |
| Schwarz  | DSQ                | disqualifiziert (disqualified)                                   |
| Weiß     | DNS                | nicht am Start (did not start)                                   |
| Weiß     | WD                 | zurückgezogen (withdrawn)                                        |
| Hellblau | PO                 | nur am Training teilgenommen (practiced only)                    |
| Hellblau | TD                 | Freitags-Testfahrer (test driver)                                |
| ohne     | DNP                | nicht am Training teilgenommen (did not practice)                |
| ohne     | INJ                | verletzt oder krank (injured)                                    |
| ohne     | EX                 | ausgeschlossen (excluded)                                        |
| ohne     | DNA                | nicht erschienen (did not arrive)                                |
| ohne     | C                  | Rennen abgesagt (cancelled)                                      |
| ohne     | keine WM-Teilnahme |                                                                  |
| sonstige | P/fett             | Pole-Position                                                    |
| sonstige | 1/2/3/4/5/6/7/8    | Punktplatzierung im Sprint-/Qualifikationsrennen                 |
| sonstige | SR/kursiv          | Schnellste Rennrunde                                             |
| sonstige | *                  | nicht im Ziel, aufgrund der zurückgelegten Distanz aber gewertet |
| sonstige | ()                 | Streichresultate                                                 |
| sonstige | unterstrichen      | Führender in der Gesamtwertung                                   |